# Pica-pau-de-sinde
O Pica-pau-de-sinde (Dendrocopos assimilis) é uma espécie de pica-pau (Picidae). Ocorre na província de Sinde do Paquistão, assim como na Índia e no sul do Irão.